# Cathédrale Saint-Étienne de Besançon
Pour les articles homonymes, voir Saint-Étienne (homonymie).
Cette  cathédrale n’est pas la seule cathédrale Saint-Étienne.
La cathédrale Saint-Étienne de Besançon était un édifice religieux situé sur le site de l'actuelle citadelle de Besançon, en Franche-Comté. Elle fut construite à une date inconnue, mais des documents et un important conflit connu sous le nom de querelle des chapitres indiquent que l'édifice aurait été bâti en tant qu'église avant la cathédrale Saint-Jean, soit à partir du IIIe siècle. La véritable cathédrale fut quant à elle construite de 1033 à 1085, rivalisant ainsi avec le proche chapitre de Saint-Jean, avant d'être définitivement démolie pour permettre la construction de la citadelle de Vauban.

## Histoire

### L'édification
La cathédrale Saint-Étienne fut édifiée à une date qui est encore actuellement peu précise. En effet, il est probable que le chapitre de Saint-Étienne ait été bâti avant la cathédrale Saint-Jean, ce qui souleva un important débat entre les deux églises entre le XIIe siècle et le XIIIe siècle. Encore aujourd'hui, aucune preuve directe ne démontre l'existence de ce chapitre au IIIe siècle ; on sait seulement qu'Hugues de Salins a entièrement reconstruit l'édifice en cathédrale de 1033 à 1055. Un cimetière adjacent accueillait les dépouilles des Bisontins et un cloître accueillait les chanoines et autres grands hommes.

### La querelle des chapitres

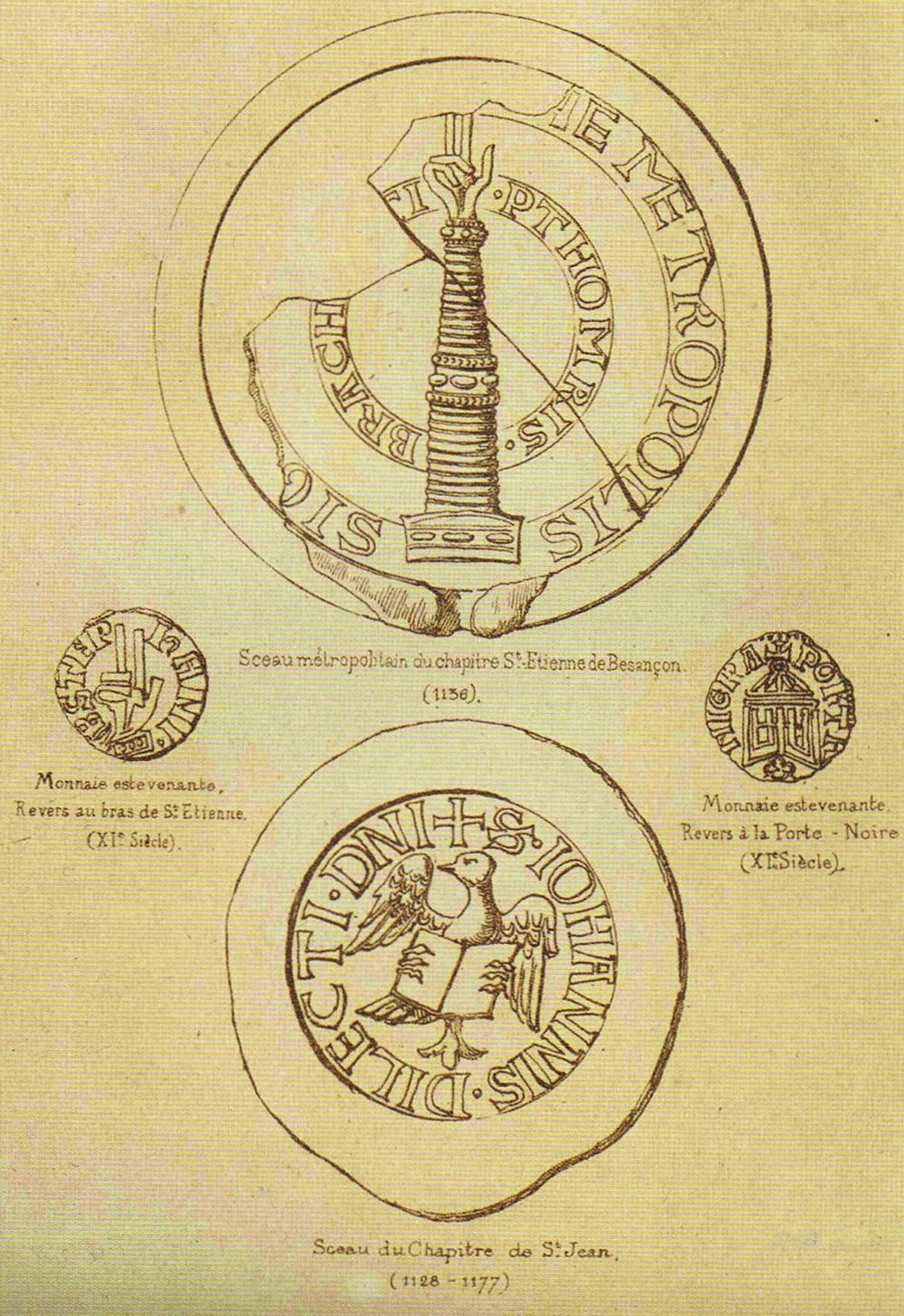
Les sceaux du chapitre de Saint-Étienne datant de 1156 et du chapitre de Saint-Jean datant de 1128 à 1177. À côté sont dessinées leur monnaie estevenante. (dessins de 1880).

Entre le XIIe siècle et le XIIIe siècle, un important débat est soulevé (connu sous le nom de querelle des chapitres) entre l'église de Saint-Étienne et la cathédrale Saint-Jean. L'archevêque Hugues de Salins, qui a remanié la cathédrale Saint-Jean, a également construit l'église Saint-Étienne (près de la citadelle de Besançon) de 1033 à 1050 sur les plans de Gautier. Hugues de Salins a également bâti un chapitre qui devait coexister avec l'ancien chapitre de la cathédrale Saint-Jean située non loin, nommé chapitre de Saint-Jean et de Saint-Étienne. Les deux églises participaient à l'élection de l'archevêque et la liturgie assignait à chacune son rôle, mais la cathédrale Saint-Jean restait prioritaire.
Cependant, le chapitre de Saint-Étienne se plaint en 1092 d'avoir été dépouillé de sa préséance, l'église Saint-Étienne étant la véritable église mère du diocèse de Besançon. L'argument principal de l'église était que les plus anciens titres de l'église de la ville se nommaient église de Saint-Étienne. Les arguments avancés ne convainquirent pas Hugues III, alors archevêque, qui rejeta sévèrement cette prétention. Cependant, les conflits reprirent de plus belle quand le successeur d'Hugues III, l'archevêque Ponce, dut démissionner en 1107 sous la pression de plus en plus insoutenable au sein du diocèse. L'administration du diocèse de Besançon est alors confiée à Gui de Bourgogne, qui se rangea du côté de la cathédrale Saint-Jean, qui affirme sa légitimité de siège ecclésiastique.
Gui de Bourgogne soutint par la suite son successeur Guillaume d'Arguel qui fit confirmer cette légitimité par le pape Pascal II en 1112. Pourtant, l'église Saint-Étienne saisit la cour de Rome pour juger quelle église devait être le siège ecclésiastique de Besançon et de son diocèse. L'église de Saint-Étienne est alors appuyée par Henri V et Pascal II, exaspéré d'une telle situation, convoque un concile. En 1115, ce dernier proclame les bons droits de la cathédrale Saint-Jean, mais voilà qu'un évènement inattendu vient une nouvelle fois tout remettre en question : en effet, le pape Pascal II, circonvenu par les délégués de l'église de Saint-Étienne, désavoue son légat ainsi que le concile et prétexte un vice de forme pour donner une nouvelle décision. C'est ainsi qu'en 1116 l'église de Saint-Étienne devint officiellement la maison-mère, faisant ainsi démissionner l'archevêque alors en place, un certain Guillaume.
Mais l'élection du franc-comtois Gui de Bourgogne en pape Calixte II vient une nouvelle fois retourner la situation. En effet, ce dernier était un fervent défenseur de la légitimité en tant que siège ecclésiastique de la cathédrale Saint-Jean et casse la décision de son prédécesseur le 10 mars 1121 et de nouveau le 19 mars 1122. Il dira en mars 1123 devant le grand concile romain « Autant il est convenable à un successeur de garder les décisions légitimes de ses prédécesseurs, autant il se doit de réformer par des mesures salutaires leurs actes malheureux ». Le concile approuva d'une seule voix la reconnaissance officielle de la cathédrale Saint-Jean de Besançon comme maison mère et siège ecclésiastique du diocèse de la ville.
Le chapitre de Saint-Étienne, qui ne put que s'incliner, essaya tout de même de reprendre de son éclat en la personne de l'archevêque Anseri. Cet archevêque concéda à Pierre de Traves (qui était alors doyen de Saint-Étienne) ainsi qu'à tous ses successeurs la totalité des droits qui étaient les siens sur l'archidiaconat de Salins. Ce nouveau statut fit que l'archidiacre de Salins promettait fidélité dorénavant au doyen et non plus à l'archevêque de Saint-Jean, comme il se doit normalement. Cette libéralité hors norme va être une nouvelle fois la source de conflits. L'archevêque Herbert vit d'un mauvais œil cette libéralité, affirma ses pleins droits et réclama l'hommage de l'archidiacre de Salins, et la mesure fut par la suite annulée. Pourtant, de nouveaux conflits entre les deux églises éclatèrent de nouveau, l'église de Saint-Étienne se croyant exempte de toute autorité de l'archevêque intenta procès sur procès devant la cour de Rome et s'opposa systématiquement à tous les archevêques soutenus par la cathédrale Saint-Jean.
En 1238, le chapitre de Saint-Étienne est excommunié à la suite de ses incessantes attaques contre la cathédrale Saint-Jean. Pourtant, l'abbé de Saint-Vincent, le prieur de Saint-Paul ainsi que six abbés du diocèse écrivent au pape Honorius III le suppliant de conserver les pleins droits de la cathédrale Saint-Jean. Voici un extrait de la lettre : « Prière de conserver à l'église de Saint-Jean-Évangéliste de Besançon la dignité de mère-église dont elle a joui de tout temps et dont elle jouit encore à l'exclusion de toutes les églises de la province ». Une solution radicale mais efficace fut apportée par l'archevêque Guillaume de la Tour entre 1253 et 1254 : la fusion des deux chapitres. Une négociation unifie les deux églises le 30 septembre 1253 et le pape Innocent IV ratifie officiellement les deux chapitres le 1er août 1254. Un chronogramme indique cette date de 1253 : Mater eCCLesIa bIsvntIna.

### Les œuvres, le mobilier et les tombes

#### Le mobilier et ornements
L'une des parois du clocher de la cathédrale avaient été peinte au XVe siècle de la figure de quelques comtes de Bourgogne. On sait également que Saint-Étienne conservait un trésor composé de vases sacrés, reliquaires, d'une grande croix d'or du comtes Hugues le Noir datant du Xe siècle ainsi que celle de l'archevêque Herbert du XIIe siècle, le grand candélabre de bronze furent transférés à Saint-Jean avant de disparaître durant la Révolution française. C'est également dans cet édifice qu'était installée la rose dite de Saint-Jean, un autel circulaire en marbre consacré par Léon IX le 3 octobre 1050 et transféré dans la cathédrale Saint-Jean le 31 mai 1674.

#### Les tableaux
La cathédrale Saint-Étienne comportait plusieurs tableaux et fresques avant sa démolition. Actuellement, la cathédrale Saint-Jean conserve huit tableaux qui se trouvent être des copies réalisées au XIXe siècle d'anciennes fresques peintes du XVe siècle, qui ornaient les tombeaux dans l'atrium de l'ancienne cathédrale Saint-Étienne. Ces tableaux représentent Étienne de Bourgogne, Étienne de Vienne, Gaucher III, Guillaume le Grand, Gérard comte de Vienne et de Mâcon, Renaud Ier, Renaud III et Othon Ier de Bourgogne. Une autre toile, intitulée 'la mort de Saphire était également entreposée au sein de l'édifice. Il s'agit d'une œuvre de l'artiste Franken Ambrosius achevée en 1629 représentant Saphire foudroyée devant les disciples du Christ, après que cette dernière a enfreint la parole de Dieu. Cette scène est directement inspirée de l'un des passages des Actes des Apôtres et présente en arrière-plan la foule des disciples dans un cadre architectural monumental, avec Saint-Pierre qui reçoit les dons des fidèles. On peut apercevoir la pécheresse, portée par les siens sous le regard de la foule au premier plan. L'œuvre fut premièrement attribuée au peintre italien Le Tintoret avant de l'être à Jacob de Baccker, puis finalement à Ambrosius Franken dont une iconographie similaire est conservée au musée de Cracovie, en Pologne.

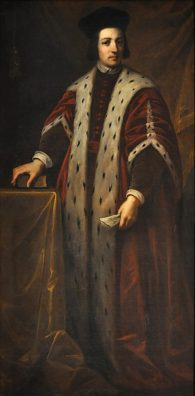
Étienne de Bourgogne, chanoine à Besançon mort à Rome le IV avril MCCIC (1299).
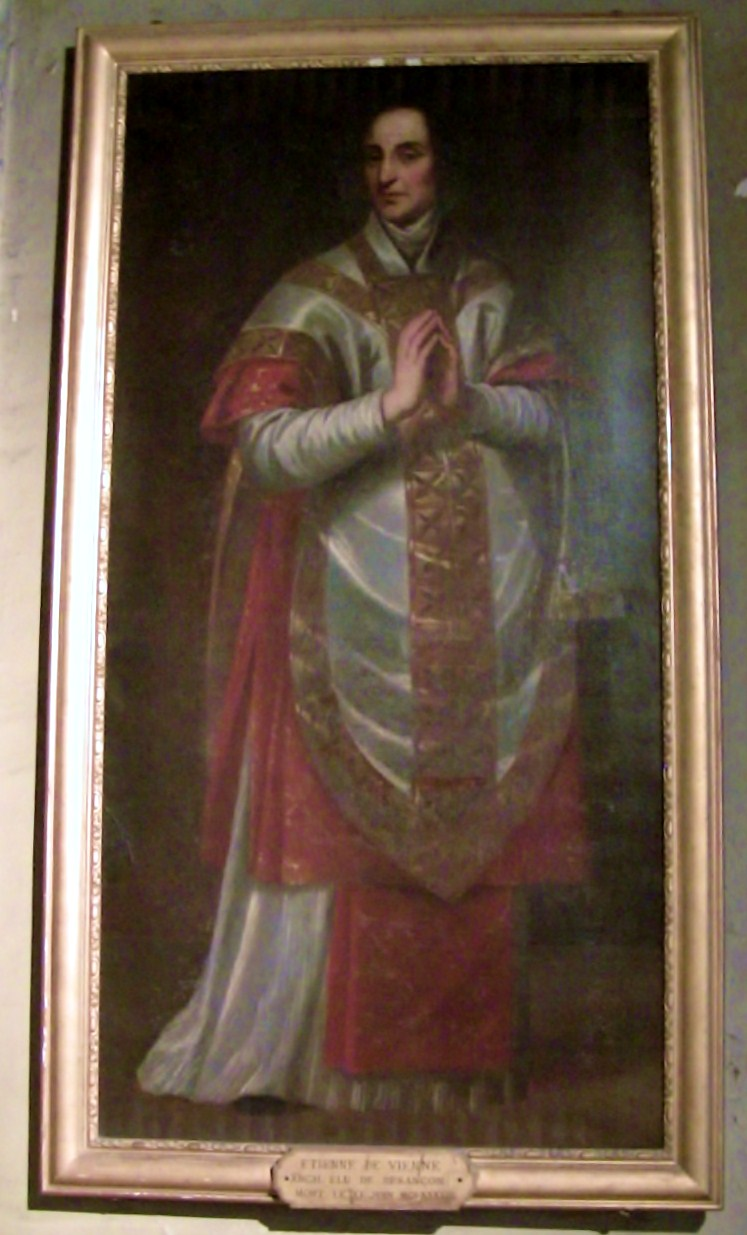
Étienne de Vienne, archevêque élu de Besançon mort le XI juin MCLXXXXIII (1193).
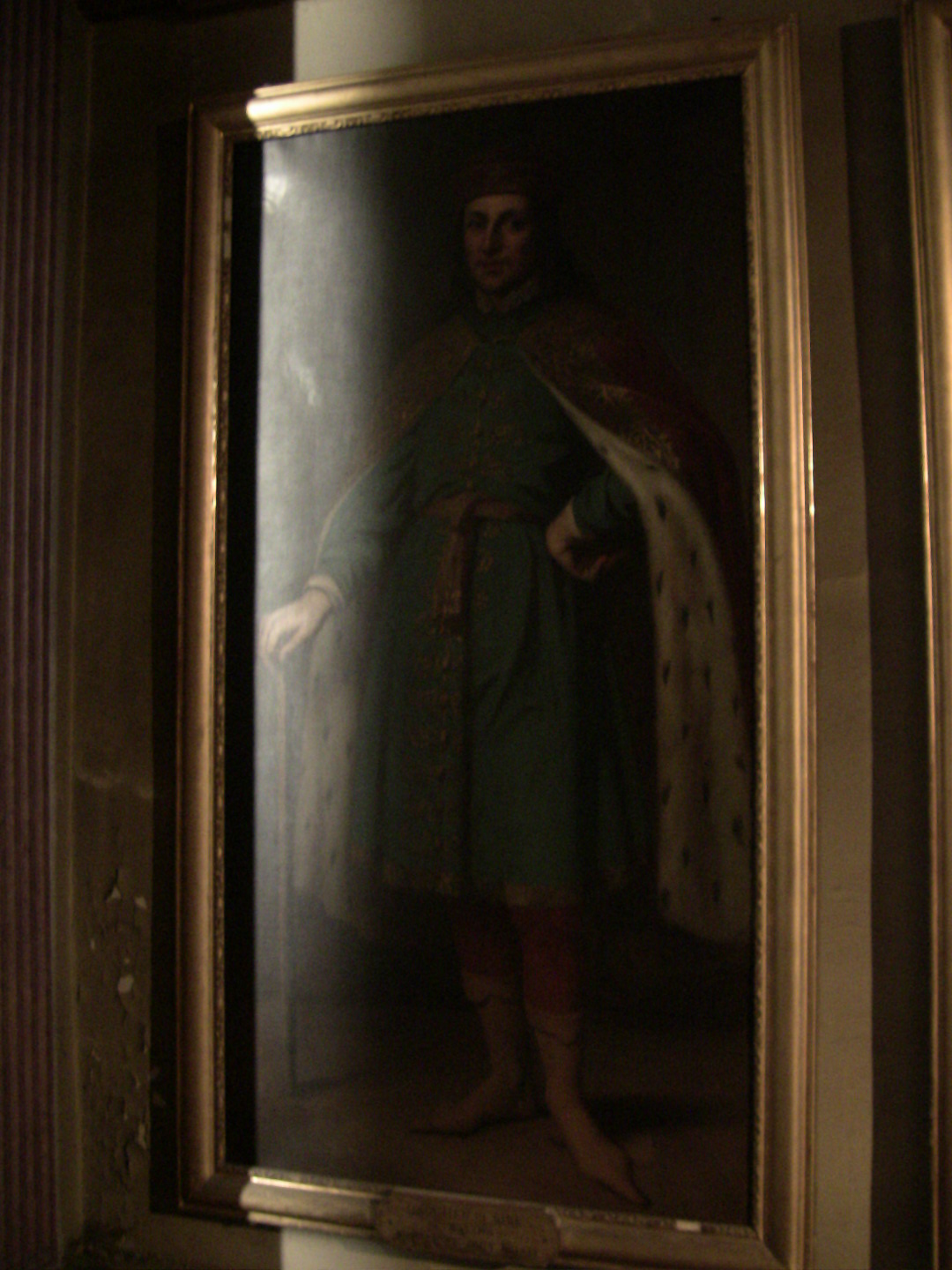
Gaucher III, sire de Salins mort le XV août MCLXXV (1175).
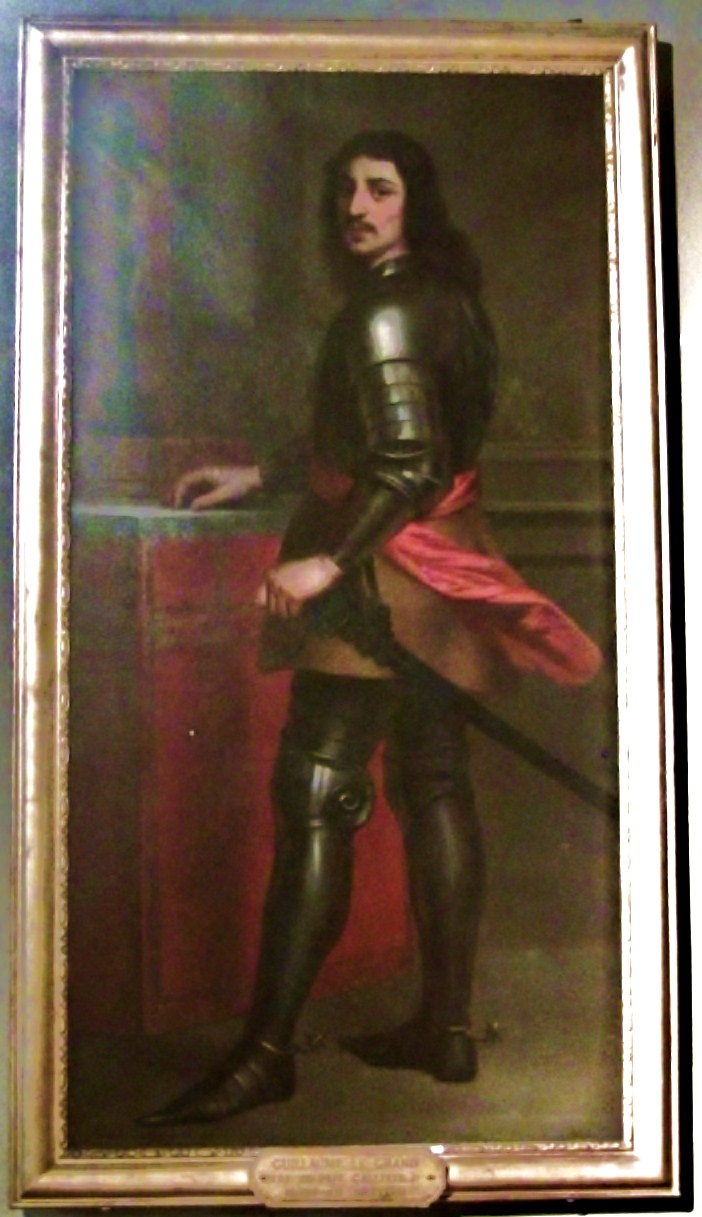
Guillaume le Grand, père du pape Calixte II, mort en MLXXXVII (1087).
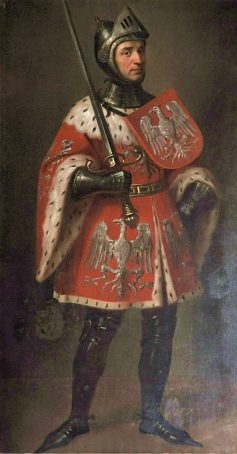
Gérard comte de Vienne et de Mâcon, mort le XIX novembre MCLXXXIV (1184).
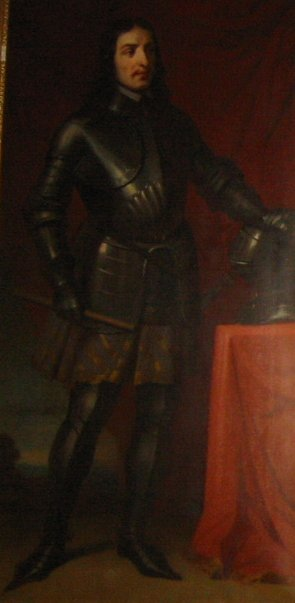
Renaud 1er comte de Bourgogne mort, en MLVII (1057).
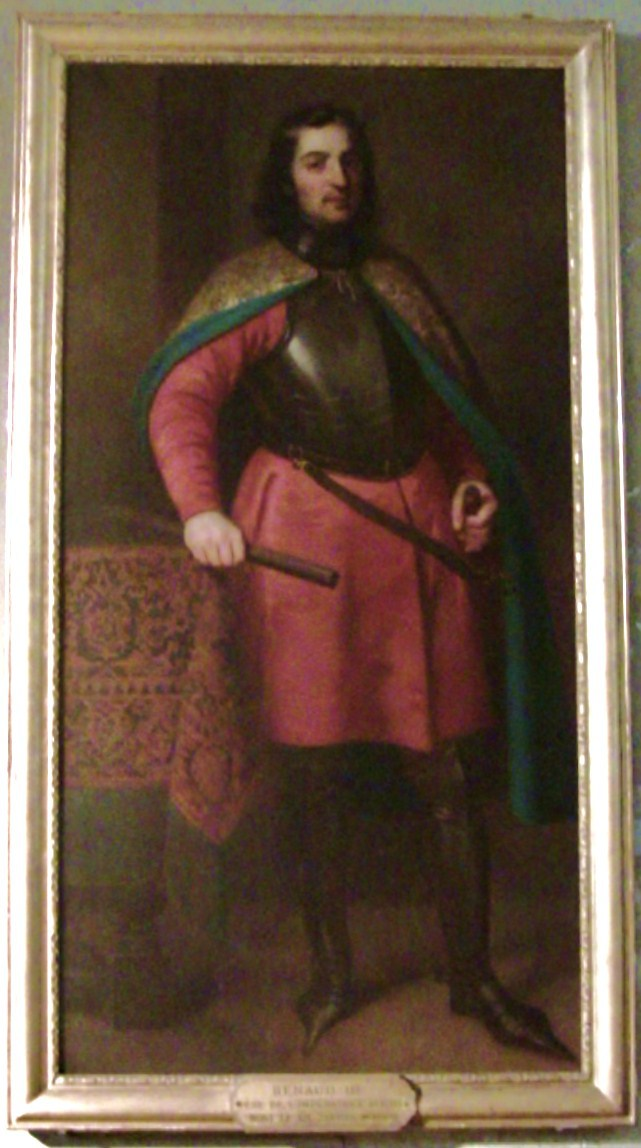
Renaud III, père de l'impératrice Béatrix, mort le XIX janvier MCXXXXVIII (1148).
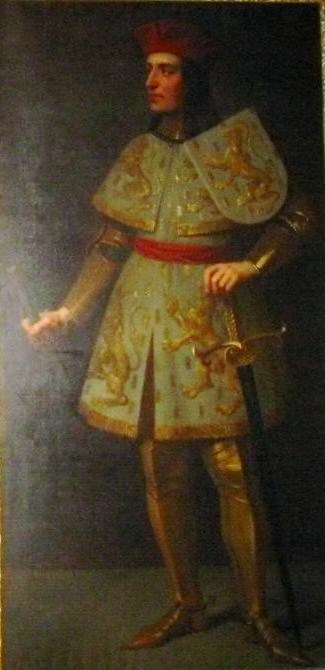
Othon Ier de Bourgogne.

#### Les tombes
Le chapitre comprenait près de la cathédrale un cimetière qui accueillait les dépouilles des citoyens bisontins ainsi que de certains grands hommes, tels que des comtes de Bourgogne ou des chanoines. D'autres tombes étaient également situées au cœur de l'édifice, notamment celles des archevêques de la ville. Ce fut durant l'été 1674 que les tombes des chanoines, des sires d'Abbans et du monument de Ferry Carondelet furent délicatement transférées à Saint-Jean. Une dizaine de tombes situées dans le chœur datant du XIIe siècle et XVIe siècle appartenant aux archevêques bisontins étaient particulièrement remarquables, notamment celle de Guillaume de La Tour qui était constituée d'une dalle de bronze. Quant à celle de Quentin Ménard, elle fut érigée en 1468 et présentait un gisant d'albâtre polychrome entouré d'un cortège de figurants et a pu être conservée et transportée dans la cathédrale Saint-Jean. Les comtes de Bourgogne avaient eux un espace réservé dans le cimetière adjacent à la cathédrale, l'espace dit cimetière des comtes. Cet espace s'étendait au bas de la nef entre le jubé et le mur du clocher, et accueillait au moins huit comtes possédant des tombes simples, où seulement l'une d'entre elles comportait un gisant. L'exhumation des dépouilles eut lieu les 28 et 29 juin et 3 et 4 août 1674, comme en témoigne un rapport minutieux.

### La démolition

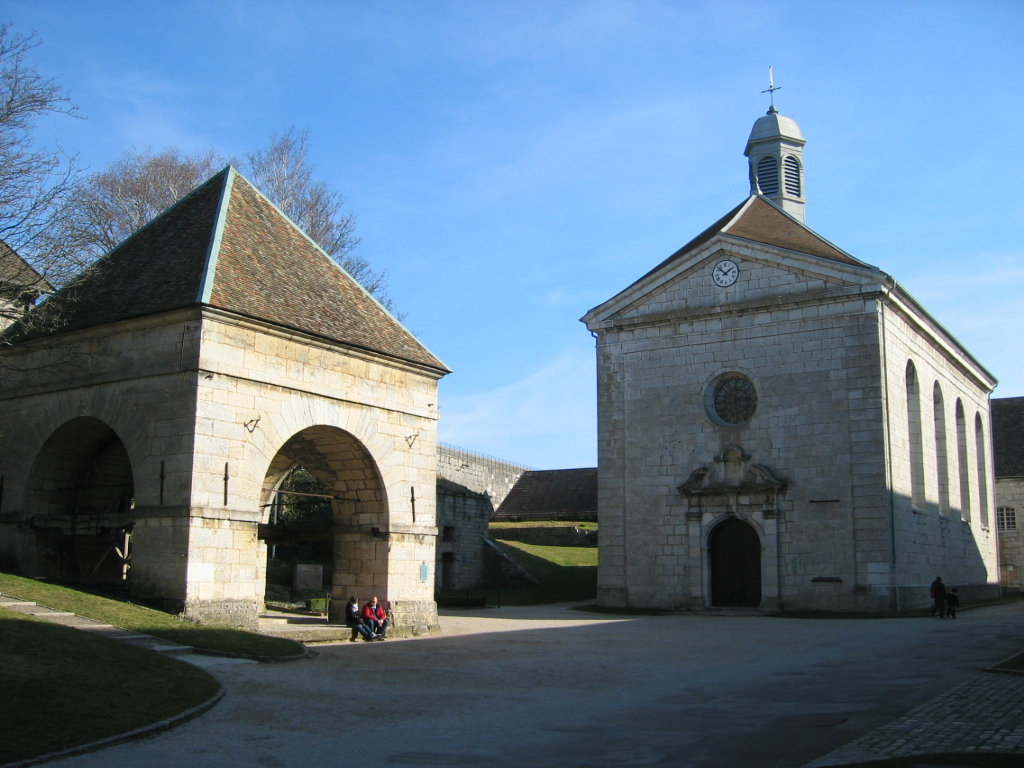
L'actuelle chapelle de Saint-Étienne.

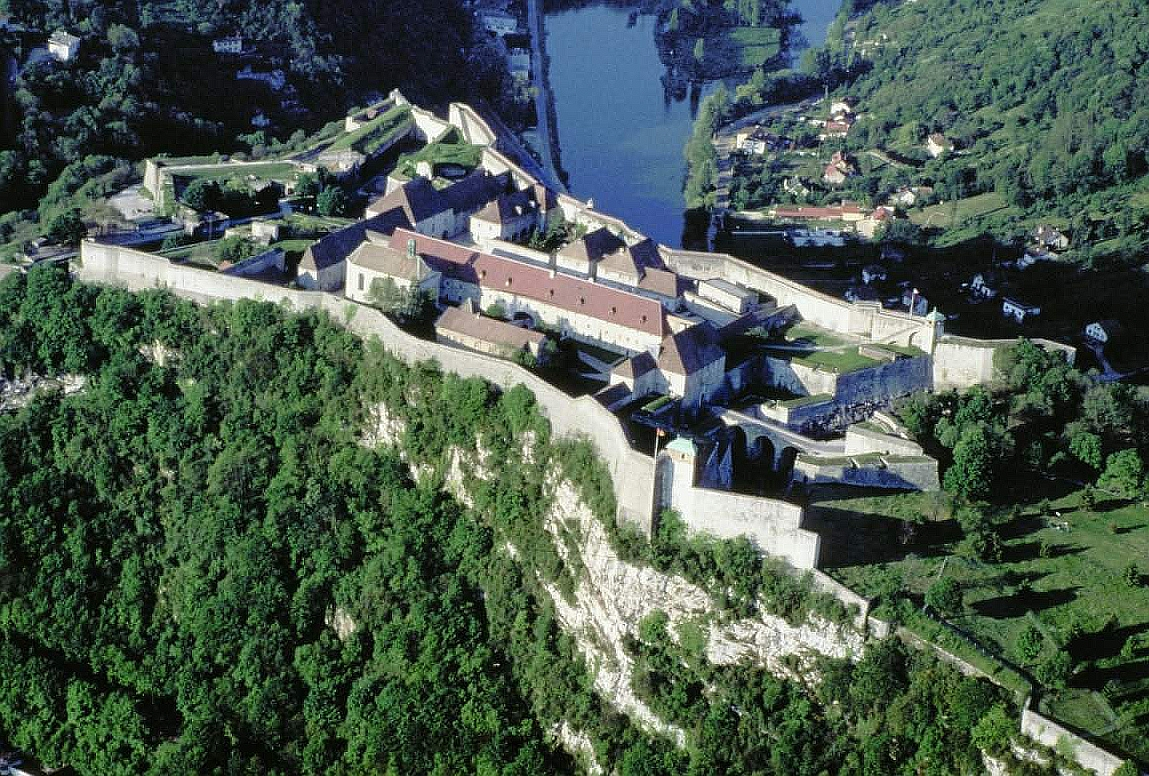
La citadelle de Besançon.

De 1668 à 1675, la cathédrale Saint-Étienne va être abandonnée, puis détruite afin de permettre la construction de la citadelle de Besançon. Une église connue sous le nom d'église paroissiale Saint-André ainsi que d'autres maisons adjacentes furent démolies à partir de 1668, mais le chapitre de Saint-Étienne devait quant à lui ne pas être menacé. Le 10 mars 1669 l'église est pourtant fermée, et au cours de cette année le mobilier ainsi que plusieurs parties de l'édifice sont amenés dans d'autres bâtiments de la ville et notamment la cathédrale Saint-Jean. Dès 1674, l'église est utilisée pour le stockage de tonneaux à vin et de munitions, et aurait été accidentellement incendiée entre le 15 et le 22 mars 1674. Par la suite, Vauban édifia une chapelle Saint-Étienne pour que la garnison puisse assister à l’office du dimanche. Sa forme était assez simple et comportait peu d’ornements, si ce n’est quelques colonnes doriques.